# Hatástalansági együttható
A hatástalansági együttható vagy hatékonytalansági együttható a komitológiában a tanácsok, kormányok és bizottságok méretét jellemző mennyiség. Ha egy bizottság létszáma túllépi ezt a számot, akkor hamarosan elveszti szerepét, funkcióit egy másik, a bizottság szűkebb köréből alakult bizottság veszi át. Értéke 20, 21 vagy 22, részleges jelenléttel számolva 19,9 és 22,4 közötti. Habár ezek az arányok úgy néznek ki, mintha vicc lenne, valójában mégsem az; több történelmi példa is mutatja, hogy ennek valóban van jelentősége, a nagyobb csoportok nem tudnak hatékonyan együttműködni. 
A komitológia szót Parkinson használta félig tréfásan. Később az Európai Unió egy másik, komolyabb értelemben újra elővette.
2008-ban empirikusan is megpróbálták igazolni a javasolt modellt.

## Képlete
Feltéve a megfelelő hőmérsékletet, a bőrrel kárpitozott székeket és a nagyfokú józanságot, számítása:
{\displaystyle x={\frac {m^{o}(a-d)}{y+p{\sqrt {b}}}}}
ahol:
m a valóban jelenlevő tagok száma
o a külső csoportok által befolyásolt tagok száma
a a tagok átlagéletkora
d az egymástól legtávolabb ülő tag távolsága (centiméterben)
p az elnök türelme (a  Peabody-skálán mérve)
b a három legöregebb tag vérnyomásának átlaga nem sokkal az ülés előtt (a forrás nem ad tájékoztatást sem a mértékegységről, sem a nem sokkal kifejezés értelmezéséről)
y a megalakulás óta eltelt évek száma.
Ekkor az x hatástalansági együttható megegyezik az éppen jelenlevő tagok létszámával a bizottság hatalmának elvesztésének pillanatában. Mértékegysége a képlet alapján számolva {\displaystyle {\frac {\mathrm {cm} }{\sqrt {\mathrm {Hgmm} }}}} vagy {\displaystyle {\frac {\mathrm {cm} }{\sqrt {\mathrm {kPa} }}}}, a vérnyomás mértékegységétől függően.

## Példa
Parkinson az angol kormányt hozza fel példának, ami öt életciklust töltött ki. 
- A Koronatanács egy ismeretlen létszámról 29-re, majd 1600 előtt 50-re bővült, amikor jelentőségét vesztette.
- 1257-ben a Királyi Tanács Lordjai tíznél kevesebben voltak. 1378-ban 11, 1410-ben is 11 volt a létszáma. V. Henriktől kezdve bővülni kezdett, 1433-ban 20-ra, 1504-ben 41-re. Utolsó ülésén 172-en voltak.
- A Titkos Tanács kilenc fővel alakult meg, majd 1540-ben 20, 1647-ben 29, 1558-ban 44, 1679-ben 47, 1723-ban 67, 1902-ben 200, 1951-ben 300 volt a létszáma.
- A Kormánytanács 1615-ben vette át a Titkos Tanács helyét, ekkor nyolc tagja volt. 1700 körül elérte a 12-t, 1745-ben 20.
- 1740 táján a kormány vette át helyét, öt fővel. A 20-as számot 1900-ban érte el, majd 1939-ben 23-ra szaporodott. Ekkor már látszott, hogy hanyatlik, így megpróbálták megmenteni. Egy belső kormány azonban készen áll, hogy átvegye a helyét.

Ezzel szemben az Amerikai Egyesült Államok kormánya sokkal lassabban bővült. 1789-ben öt, és 1945-ben érte el maximális létszámát, ami ekkor 11 volt. 1947-től korlátoztak a létszámot, 1953-ban tíz tagja volt.
A bővülésnek az az oka, hogy mivel a bizottság előnyöket biztosít tagjainak, különféle szervezetek igyekeznek képviseltetni magukat, így egyre több csoport képviselője kerül be.
Parkinson két létszámot nevezett optimálisnak: az ötöt és a nyolcat. Az ötös számot elméletileg is alátámasztotta, a nyolcat kevésbé biztos gondolatmenet alapján határozta meg (ezt a számot minden állam elkerüli). Történeti példák sem nagyon találtak rendelkezésére, hiszen csak I. Károlynak volt ekkora a bizottsága. Az öt fő azért ideális, mert ha ketten betegek, akkor a kormány nélkülük is határozatképes marad.

## Fordítás
Ez a szócikk részben vagy egészben  a   Parkinson's law című angol Wikipédia-szócikk fordításán alapul.  Az eredeti cikk szerkesztőit annak laptörténete sorolja fel. Ez a jelzés csupán a megfogalmazás eredetét és a szerzői jogokat jelzi, nem szolgál a cikkben szereplő információk forrásmegjelöléseként.